# Franz Seraph von Stadion
Franz Seraphicus Stadion, Graf von Warthausen und Thannhausen (* 27. Juli 1806 in Wien; † 8. Juni 1853 ebenda) war ein österreichischer Verwaltungsbeamter in Triest, Galizien und Wien, Fideikommissherr (sukz. 1846), K.k. Kämmerer und Ritter des Malteserordens und war als Politiker ein konservativer Reformer.

## Angehörige
Graf Stadion entstammt dem alten Adelsgeschlecht der Stadion. Er war ein Sohn des damaligen Außen- und späteren Finanzministers Johann Philipp von Stadion und dessen Ehefrau Maria Anna, geborene Gräfin von Stadion (* Mainz, St. Peter 17. September 1777, † Wien 1. April 1841) und hatte sechs Geschwister:
1. Joseph Philipp Eduard von Stadion (1797–1844), Eisenhüttengewerke, welcher wegen seiner nicht standesgemäßen Ehe mit Konstanze Radowin von Rosenstern (1811–1861) nach dem Familienstatut auf das böhmische Fideikommiss verzichtete, das laut Familienkonvention vom 1. Januar 1846 auf den Bruder Franz Seraphicus überging;
2. Friedrich Walther Wilderich von Stadion (1799–1870), K.k. Hauptmann a. D. Professritter und Komtur des souveränen Ordens der Malteser in Diewitz;
3. Sophie Ludowika (* 1820 in Berlin), ⚭ 1820 Anton von Magni(s), Graf von Strassnitz, auf Eckersdorf;
4. Marie Charlotte Adelheid von Stadion (* 1804) ⚭ Karl Graf Lanckoronski, K.k. Geimheimrat und Oberstkämmerer in Wien;
5. Christiane Therese Euphrosine (* 1805), welche unverehelicht verstarb;
6. Rudolph Joseph Philipp von Stadion (1808–1882), sukz. 1853, K.k. Geheimrat, zunächst Landeshauptmann von Mähren, dann 1848 (letzter) Oberstburggraf zu Prag und Landespräsident im Königreich Böhmen, welcher 1850 in Würzburg und 1859 in Nürnberg mit Gisela, geborene Gräfin Hadik von Futak (1823–1890), geschiedene Freifrau von Baillou, deren Ehe kirchlich von Rom 1859 annulliert wurde, verehelicht war.

## Lebensweg
Ab den Jahren 1841 war Franz Seraph Graf von Stadion kaiserlicher Statthalter des Österreichischen Küstenlandes in Triest, von 1846 bis 1848 Statthalter von Galizien, wo er am 22. April 1848 die „Erbuntertänigkeit“, die letzte noch vorhandene Form der Leibeigenschaft, aufheben ließ, noch bevor das am 7. September 1848 allgemein in den habsburgischen Ländern geschah. Nach dem Oktoberaufstand von 1848 wurde Stadion Innen- und Bildungsminister in der Regierung von Felix zu Schwarzenberg. Er war einer der Mitverfasser der oktroyierten Märzverfassung von 1849 und gilt als Vater des liberalen „Provisorischen Gemeindegesetzes“ von 1849, das erstmals eine hierarchische, lokale Verwaltung vorsah, allerdings durch das Silvesterpatent wieder aufgehoben wurde. Am 28. Juli 1849 musste Stadion das Innenressort an Alexander von Bach abtreten und verblieb als Minister ohne Geschäftsbereich in der Regierung.